# Sticky & Sweet Tour
El Sticky & Sweet Tour fue la octava gira musical de conciertos de la cantante estadounidense Madonna realizada durante los años 2008 y 2009 para promocionar su undécimo álbum de estudio, Hard Candy. El espectáculo recorrió Europa, América y Asia
Fue la gira más larga desde que firmó el contrato con la promotora de conciertos Live Nation y es la que la devuelve a los escenarios de Latinoamérica después de un periodo de 15 años sin presentarse en directo. En enero de 2009, Live Nation confirmó la extensión de la gira en Europa durante el verano boreal añadiendo 29 nuevas fechas al itinerario original de la gira. Una vez finalizada, recaudó 408 millones de dólares, por lo que se convirtió en ese entonces en la gira más taquillera por un artista solista y en la segunda en general. A su vez, superó el récord que ella misma había establecido en el 2006 con el Confessions Tour.

## Antecedentes
La gira Sticky & Sweet fue oficialmente anunciada por Guy Oseary, representante de Madonna, y Arthur Fogel, presidente de Live Nation, el 8 de mayo de 2008, después de que finalizaran las presentaciones de promoción del álbum Hard Candy.
Los conciertos se celebraron en múltiples estadios y arenas a través de Europa, América del Norte y América del Sur y fueron dirigidos por Jamie King, colaborador de Madonna durante varias de sus giras. El director musical fue Kevin Antunes.
La etapa europea de la gira comenzó el 23 de agosto en Cardiff (Gales) y visitó la mayoría de los países de ese continente, incluyendo ciudades como Ámsterdam, Berlín, París, Valencia, Roma, Lisboa y Londres entre otras. En América del Norte comenzó el 4 de octubre en Rutherford del Este (Nueva Jersey) y continuó con cuatro paradas en el Madison Square Garden de Nueva York, además de presentaciones en Boston, Chicago, Toronto, Vancouver, Los Ángeles, Miami y otras ciudades. Siguió con dos presentaciones en Ciudad de México el 29 y 30 de noviembre en el Foro Sol.
Respecto a América del Sur, se confirmaron cuatro conciertos en Buenos Aires los días 4, 5, 7 y 8 de diciembre con 263.000 entradas agotadas (récord de asistencia de público en toda la gira en una misma ciudad), dos en Santiago de Chile y cinco en Brasil, tres en la ciudad de Río de Janeiro y dos en São Paulo.
Con el anuncio de la extensión en 2009, el Herald Sun informó que Madonna planeaba hacer una gira por Australia en septiembre de 2009, con un show en Melbourne en el Telstra Dome. Más tarde se informó que la fecha que se rumoreaba era falsa. Fogel declaró: "[...] no hay validez para los informes".

## Desarrollo

### Escenario
El escenario del tour, representó lo último en tecnología. Su forma era de letra "T", contenía una gran pasarela que se extendía del centro del escenario, hacia el final de esta, se encontraba una gran plataforma circular, que se elevaba independientemente del escenario. Contaba con diversos elementos como sus 6 pantallas, de las cuales una rotaba 360 grados, un trono decorado con una "M" mayúscula, una cinta transportadora que se ubicaba a lo largo de la pasarela, 2 grandes pantallas cilíndricas que tenían la opción de subir y bajar independientemente del escenario. También se ocuparon otros elementos como un Rolls-Royce blanco y 4 plataformas circulares. Además de dos grandes torres de ilumincaión y dos grandes letras "M" con luces cuyo color se adaptaba de acuerdo a la canción interpretada. El show de luces y su andamiaje estuvo en la estructura de metal, caracterizado por no tener proyectores en el escenario.
Antes del primer concierto, hubo muchos rumores de como pudo haber sido el escenario, que incluía supuestas plataformas circulares en cada esquina del escenario.

### Sinopsis
Cada uno de los conciertos de la gira estaba dividido en cuatro partes, cada una con una temática distinta. A continuación se presentan cuáles eran las temáticas presentadas en los conciertos, además de las canciones interpretadas durante ellas. Comienza con «The Sweet Machine» un Video realizado en 3D que muestra cómo se elabora un caramelo mientras se escuchan extractos de «4 Minutes» y «Give It 2 Me». Este video está inspirado en la película Charlie y la fábrica de chocolate y contiene elementos de «Manipulated living», de la banda sonora de Donnie Darko. Cuando el video termina «Candy Shop» Madonna aparece detrás de una pantalla que va rotando hasta dejarla frente al público sentada en un trono con forma de M. Canta la canción mientras realiza coreografías urbanas vestida como una dominatrix con un bastón en la mano derecha. En las pantallas de fondo se ven imágenes de toda clase de caramelos. Para la etapa 2009 de la gira, Madonna decidió cambiar el fondo de caramelos por el vídeo "Green Pink Caviar" de la artista Marilyn Minter, el cual consiste en unos grandes labios rosados saboreando gelatinas de colores verde y rosa, y distintos tipos de caramelos. «Beat Goes On» Madonna saluda al público y baila con sus bailarines para terminar al final de la pasarela subida en un automóvil Rolls Royce antiguo, a la vez que en las pantallas aparecen Pharrell Williams y Kanye West cantando virtualmente sus partes de la canción. «Human Nature» Madonna canta con guitarra eléctrica, acompañada por una Britney Spears virtual encerrada en un ascensor en las pantallas haciendo tal vez referencia al tema de la canción, cuando los demás no te dejan expresarte como debes estas atrapado sin salida. El clásico «I'm not your bitch» de Madonna es repetido dos veces al final de la canción y luego «It's Britney, bitch», interpretado por Britney de la canción Gimme More al final de la canción. «Vogue» es el final de la primera sección con una coreografía que contiene influencias del estilo tektonic, donde acompañan a Madonna sus bailarines vestidos de sadomasoquistas. Esta canción contiene extractos de «4 Minutes» y es la primera vez que es interpretada con micrófono de mano, sin playback o voces pregrabadas.
Madonna recuerda sus primeros días en Nueva York y rinde homenaje al rap y a los trabajos de su amigo, el pintor Keith Haring. «Die Another Day» vídeo intermedio que se muestra en el primer cambio de sección mostrándolo por las pantallas y en el escenario se muestra a 2 bailarines emulando una pelea de box arriba de un ring combinándolo con el baile. La trama del video trata sobre la cantante encarnando a la boxeadora de Hard Candy, "M-Dolla", se puede apreciar como entrena, se prepara y lucha en un ring de boxeo, mostrando que ha sido la campeona por su cinturón. Se utiliza un nuevo remix de la canción con extractos de las voces de Scorpion y Shao Khan, clásicos personajes pertenecientes a la famosa saga de videojuegos Mortal Kombat. En el video se puede ver a Madonna sudando de forma sexy, con un nuevo look no antes visto, con pelo rizado y fleco hacia abajo, es considerado una nueva conceptualización de Madonna. Este video es utilizado más tarde para el logotipo de una cadena de gimnasios que abriría por todo el mundo denominado "Hard Candy Fitness". En «Into the Groove» Madonna canta este clásico mientras baila y salta la cuerda. En las pantallas se pueden ver los trabajos de su amigo, el pintor Keith Haring. Esta canción es mezclada con las melodías de "Toop Toop", "Apache" y algunos elementos de la canción «Jump», de su disco Confessions on a Dance Floor. También hace algunas coreografías en el caño de la mesa del DJ. «Heartbeat» la canción acompañada por una coreografía excelente que se desarrolla encima de una cinta transportadora que sale del frente del escenario hacia la pasarela y en la que Madonna parece ser manipulada por sus bailarines. «Holiday» esta canción es interpretada en la segunda parte de la gira, en reemplazo de Heartbeat. En homenaje a Michael Jackson, la canción fue mezclada con los temas «Dirty Diana», «Billie Jean» y «Wanna Be Startin' Somethin'», también contiene extractos de  "Another Part Of Me"  mientras uno de los bailarines aparece disfrazado como Michael Jackson en Billie Jean y realiza sus emblemáticas coreografías, como el clásico Moonwalk, también tiene elementos de «Everybody» y «Celebration». «Borderline» un clásico reversionado en rock que interpreta con guitarra eléctrica. Esta versión contiene influencias de la canción «Burning Up», interpretada por Madonna en la gira Re-Invention Tour del año 2004. Esta es la segunda ocasión en que Madonna interpreta esta canción en directo en una gira mundial, ya que anteriormente lo había hecho en su gira The Virgin Tour de 1985, aunque fue eliminada del VHS oficial de esa gira. «Dress You Up» es interpretada en la segunda parte de la gira, en reemplazo de «Borderline». Contiene elementos de «God Save the Queen», «My Sharona», y utiliza el mismo video de fondo que Borderline. En «She's Not Me»  primero les pregunta a las chicas que fueron al concierto si han tenido una amiga que les copie y termine quitando les el novio luego empieza la coreografía en la que Madonna se enfrenta a sus alteregos, interpretados por sus bailarinas, que están personificadas como ella en distintas épocas de su carrera: la de novia o Boy Toy de «Like a Virgin» (con la cual se besa, demostrando que esta es la canción más exitosa de su carrera hasta ahora), la chica rica de Material Girl, la cabaretera de Open Your Heart y la mujer de los corpiños cónicos de «Express Yourself» también les dice cosas como: "Puta" o "Copia barata". Se utilizaron samples de la canción "Thief Of Hearts", del disco Erotica. En las pantallas se muestra una recopilación de imágenes y trozos de los videos de toda su carrera. En el portal You Tube el vídeo oficial de esta canción es la compilación de vídeos del concierto. «Music» uno de sus más grandes éxitos cierra la segunda parte. En esta canción tiene una intensa coreografía inspirada en el ambiente urbano. Se usan samples de «Put Your Hands Up 4 Detroit y de «Last Night a DJ Saved My Life», de Fedde Le Grand y Michael Cleveland respectivamente. En el DVD oficial de la gira el sample Put Your Hands Up 4 Detroit de Fedde Le Grand fue modificado por la frase Put your hands up for Argentina, que se escucha al principio y al final de la canción.

«Rain» es el segundo intermedio, en el que se muestra el video Prada Can Be A Mantra realizado por James Jean, de Prada, en el que se ve a un personaje nacido de la naturaleza que explora un jardín etéreo. Mientras, en el escenario, los bailarines Riki Onodera y Yuki Yoshida, de Hamutsun Serve, realizan una coreografía étnica inspirada en la cultura oriental. Esta canción contiene samples de la canción «Here Comes The Rain Again» de Eurythmics. En la siguiente sección, la canción «Devil Wouldn't Recognize You» Madonna canta esta canción sobre un piano y cubierta por una pantalla circular en la que se muestran imágenes de lluvia y agua en movimiento. En esta canción está vestida con una túnica amplia que se saca hacia el final para después unirse a los bailarines de Hamutsun Serve. «Spanish Lesson» En esta canción, Madonna canta y baila con un vestido de estilo gitano de diferentes clases de danzas como flamenco y demostraciones de salsa y tango. Sus bailarines están vestidos de monjes. «Miles Away» ella canta con una guitarra acústica y en las pantallas se ve un globo terráqueo en el que la audiencia vuela hacia los principales puntos donde se concentra la etnia gitana o romaní como España, República Checa, Rumania, Irán o Argentina. En la «La isla bonita» con una versión idéntica a la del Live Earth 2007, con violines sonando entre cada estrofa y estribillo y alternando con "Lela Pala Tute", del grupo gitano ruso Gogol Bordello. En «Doli Doli» es el intermedio en el que los bailarines bailan al compás de música gitana mientras Madonna mira sentada en un sillón y bebe una copa. Esta canción es interpretada por el grupo ruso Kolpakov, que acompaña a Madonna durante la gira. Ella regresa en «You Must Love Me» es la primera vez que Madonna incluye este clásico en una gira mundial. La canción es interpretada con una guitarra acústica sobre un taburete junto al trío Kolpakov, que acompaña con violines, y junto a Monte Pittman a la guitarra. En las pantallas se muestran imágenes de la película Evita. La versión «Don't Cry for Me Argentina» (Sólo en Buenos Aires) fue la primera modificación en el set list original de la gira, antes del anuncio de la segunda parte. Madonna canta esta canción en los shows de Buenos Aires como tributo al público argentino, mientras la bandera nacional se muestra en las pantallas.
El espectáculo termina con «Get Stupid» la canción contiene extractos de «Give It 2 Me», «Beat Goes On», «4 Minutes» y «Voices».Es un vídeo para concientizar al público de los problemas mundiales y, además, hacerle campaña a, en ese entonces, candidato a presidente, Barack Obama. El vídeo comienza con la frase "Who is the master and who is the slave?" (¿Quién es el amo y quién es el esclavo?), de la canción «Voices», mientras se ven diversos símbolos (de Dólar, Yen, la esvástica nazi, etc.), terminando con un signo de pregunta para luego aparecer el rostro de Madonna en blanco y negro cantando el tick, tock, tick, tock de «4 Minutes» mientras se ve un planeta Tierra consumiéndose. El video muestra imágenes de diversos problemas como la guerra, la obesidad, la desnutrición, la explotación de recursos y la contaminación ambiental, además muestra imágenes de políticos como Adolf Hitler, Robert Mugabe y John McCain, mientras suena la frase "Get stupid" (Vuélvete estúpido en español) para luego la canción comenzar a tener un ritmo más movido con imágenes de políticos y celebridades que están cambiando al mundo para el bien (Oprah Winfrey, Barack Obama, Bono, Bill Gates, Bill Clinton y John Lennon). La canción termina con una foto de Barack Obama y la frase tick, tock, tick, tock escuchándose. Este vídeo tuvo una fuerte controversia en Estados Unidos por parte del republicano John McCain. En «4 Minutes» Madonna sale al escenario vestida con una hombrera de fútbol americano. Baila y canta la canción con un Justin Timberlake virtual en pantallas movibles. También aparece Timbaland de manera virtual. En el escenario, Madonna es acompañada por los bailarines de Hamutsun Serve. Uno de sus más grandes éxitos «Like a Prayer» reversionado en algunas partes y con coreografías junto a los bailarines desplegados ampliamente en el escenario. En las pantallas se ven pasajes de la Biblia, la Torá, el Corán y el Talmud. Esta canción contiene samples de las canciones «Feels Like Home» y «Don't You Want Me».
«Frozen» Tercera canción en incorporarse al set list de la etapa 2009, reemplazando a la canción «Hung Up». En una versión mucho más dance que la versión original, Frozen incorpora fragmentos de su gran éxito «Open Your Heart», aparte de «I'm Not Alone» de Calvin Harris. En las pantallas se muestra un vídeo realizado con imágenes eliminadas del vídeo oficial de esta canción, dirigido por Chris Cunningham. Al final de la interpretación aparece un mensaje en las pantallas: «Si quieres hacer del mundo un lugar mejor, mírate a ti mismo, y entonces haz el cambio», frase perteneciente a la canción «Man in the Mirror», de Michael Jackson. En «Ray of Light» Madonna toca la guitarra eléctrica y es acompañada por los bailarines de Hamutsun Serve vestidos de robots futuristas mientras se ven muchas luces blancas como estrellas en las pantallas. Versión prácticamente idéntica a la del Confessions Tour, solo agrega más elementos de sonido electrónicos. Para complacer a la audiencia del show en el que la audiencia elige entre una canción de la cantante para cantar juntos a cappella. Madonna cantó el primer verso y coro de la canción solicitada, antes de pasar a una versión rock de «Hung Up». Después de un breve video con una versión moderna de los juegos clásicos de arcade, Madonna regresó al escenario para la presentación final de «Give It 2 Me» mucho más electrónico que la versión original, con coreografías exhaustivas y ágiles en las que Madonna es siempre acompañada por sus bailarines. Al final, Madonna hace cantar a su público a manera de sing-along, para luego realizar la coreografía final junto a sus coristas y bailarines. Cuando la canción termina ella desaparece por la misma pantalla por la que entró, solo que esta vez muestra un gran  «GAME OVER». En Tel-Aviv su hija Lourdes se integró al grupo de baile.

## Respuesta de los críticos
En su mayoría, la gira ha recibido críticas positivas. Jon Pareles de The New York Times comparó el concierto con ejercicios aeróbicos y dijo que el concierto era más un entrenamiento que un show erótico. Isabel Albiston, de The Daily Telegraph, comparó la gira con la del 2006 Confessions Tour y dijo que "dos años más tarde, los bíceps de Madonna no son más pequeños y, con la noticia de que 100 pares de medias de red han sido adquiridos de eBay para la artista, sus trajes no menos obscenos. [...] Madonna parecía tener un punto que probar". Otra reseña de Helen Brown de la misma publicación dijo que "Sticky Sweet destaca por su frescura, crujiente y apasionante en 'La Isla Bonita' (completa con violines, flamenco y una melodía folclórica) y una alegre 'Like a Prayer'". Sarah Liss de Canadian Broadcasting Corporation comentó que "algo sobre ser testigo de los 50 años en la cara de Madonna, proyectado cien veces más grande que la vida, para una multitud de casi 20.000 espectadores se siente más impresionante que una salida escolar".
Jim Farber, del New York Daily News, escribió que "[Madonna] puede haber pasado la marca de medio siglo, pero eso no impidió que [ella] bailara con energía y ropa escasa durante dos horas sin parar en el espectáculo inaugural de su gira Sticky and Sweet". Joey Guerra, del Houston Chronicle, comentó que "lo más sorprendente del espectáculo impecablemente coreografiado y con frecuencia fantástico de Madonna fue su disposición a mostrarles a los fanáticos la otra cara. Todavía era más grande que la vida, y sorprendentemente apta para 50, pero el dedo gordo de Hard Candy los ritmos disco han suavizado sus bordes ". Greg Kot, del Chicago Tribune, comentó que "las sonrisas no son fáciles para Madonna.  Madonna, ella es una dominatriz dura, y tiene bíceps mejor desarrollados que cualquiera de los fanáticos que llenaron el United Center el domingo para el primero de dos conciertos".
Nekesa Mumbi Moody de USA Today escribió: "Incluso los críticos más cínicos de la superestrella no pudieron alejarse de su extravagancia de dos horas en el Izod Center el sábado por la noche sin quedar completamente impresionados. No fue solo el espectáculo del concierto, sino en ella misma, ya que reafirmó su relevancia musical y su dominio en su vigésimo quinto año en el centro de atención. [...] Madonna no es la cantante, bailarina o música más talentosa del mundo, pero puede ser una buena intérprete". Caryn Ganz de Rolling Stone señaló que "Madonna pudo haber jugado con dominio y sumisión en Hard Candy [de 2008], pero no había duda de quién llevaba el bastón en la primera cita de Nueva York en su Sticky & Sweet Tour anoche (el segunda parada de trek en los Estados Unidos). Al emerger en un trono con el sonido atronador de 'Candy Shop', la cantante de 50 años lanzó un set de dos horas fuertemente coreografiado, diseñado para demostrar su fuerza y flexibilidad física y musical". Sal Cinquemani de Slant Magazine escribió: "Al igual que una instructora sexual, Madonna gobierna sobre su audiencia y les dice cuándo se les permite bajarse. Y cuando las palabras 'Game Over' aparece en pantalla, estás feliz de haber seguido la interpretación".

## Lista de canciones
| 2008 |
| --- |
| 1. Vídeo Introducción: The Sweet Machine (Contiene elementos de Manipulated Living de Donnie Darko, de 4 Minutes, Human Nature y de Give it 2 Me) 2. Candy Shop (Contiene elementos de 4 Minutes y Beat Goes On) 3. Beat Goes On (Contiene elementos de And The Beat Goes On) 4. Human Nature (Contiene un extracto de Gimme More) 5. Vogue (Contiene elementos de 4 Minutes y Give It to Me) 6. Die Another Day (Interludio) 7. Into the Groove (Contiene elementos de, Toop Toop, Apache, Double Dutch Bus y Jump) 8. Heartbeat 9. Borderline 10. She's Not Me (Contiene elementos de Thief Of Hearts) 11. Music (Contiene elementos de Put Your Hands Up 4 Detroit y de Last Night a DJ Saved My Life) 12. Rain/Here Comes The Rain Again (Interludio) (Contiene extractos de 4 Minutes) 13. Devil Wouldn't Recognize You 14. Spanish Lesson 15. Miles Away 16. La isla bonita (Contiene elementos de Lela Pala Tute) 17. Doli Doli (Intermedio en vivo interpretado por el trío rumano Kolpakov) 18. You Must Love Me 19. Don't Cry For Me Argentina (Solo en los conciertos de Buenos Aires) 20. Get Stupid (Interludio) (contiene extractos de Give it 2 Me, Beat Goes On, 4 Minutes y Voices) 21. 4 Minutes 22. Like A Prayer (contiene elementos de "Feels Like Home") 23. Ray of Light 24. Complacencia (A cappella. El público escoge entre la discografía de la cantante) 25. Hung Up (Contiene elementos de A New Level, Give It 2 Me y 4 Minutes) 26. Give it 2 Me (Contiene elementos de Get Stupid) |

| 2009 |
| --- |
| 1. Vídeo Introducción: The Sweet Machine (Contiene elementos de Manipulated Living de Donnie Darko, de 4 Minutes, Human Nature y de Give It 2 Me) 2. Candy Shop(Contiene elementos de 4 Minutes y Beat Goes On) 3. Beat Goes On (Contiene elementos de And The Beat Goes On) 4. Human Nature (Contiene un extracto de Gimme More) 5. Vogue (Contiene elementos de 4 Minutes y Give It to Me) 6. Die Another Day (Interludio) 7. Into the Groove (Contiene elementos de, Toop Toop, Apache, Double Dutch Bus y Jump) 8. Holiday (Contiene extractos de Dirty Diana, Billie Jean, Wanna Be Startin' Somethin' y de Everybody y Celebration) 9. Dress You Up (Contiene elementos de My Sharona, Mickey y God Save The Queen) 10. She's Not Me (Contiene elementos de Thief Of Hearts) 11. Music (Contiene elementos de Put Your Hands Up 4 Detroit y de Last Night a DJ Saved My Life) 12. Rain/Here Comes The Rain Again (Interludio) (Contiene extractos de 4 Minutes) 13. Devil Wouldn't Recognize You 14. Spanish lesson 15. Miles Away 16. La isla bonita (Contiene elementos de Lela Pala Tute) 17. Doli Doli (Intermedio en vivo interpretado por el trío rumano Kolpakov) 18. You Must Love Me 19. Get Stupid (Interludio) (Contiene extractos de Give it 2 me, Beat Goes On, 4 Minutes y Voices) 20. 4 Minutes 21. Like A Prayer (contiene elementos de "Feels Like Home") 22. Frozen (Contiene extractos de Open Your Heart y I'm Not Alone) 23. Ray of Light 24. Give it 2 Me (Contiene elementos de Get Stupid) |

### Notas adicionales

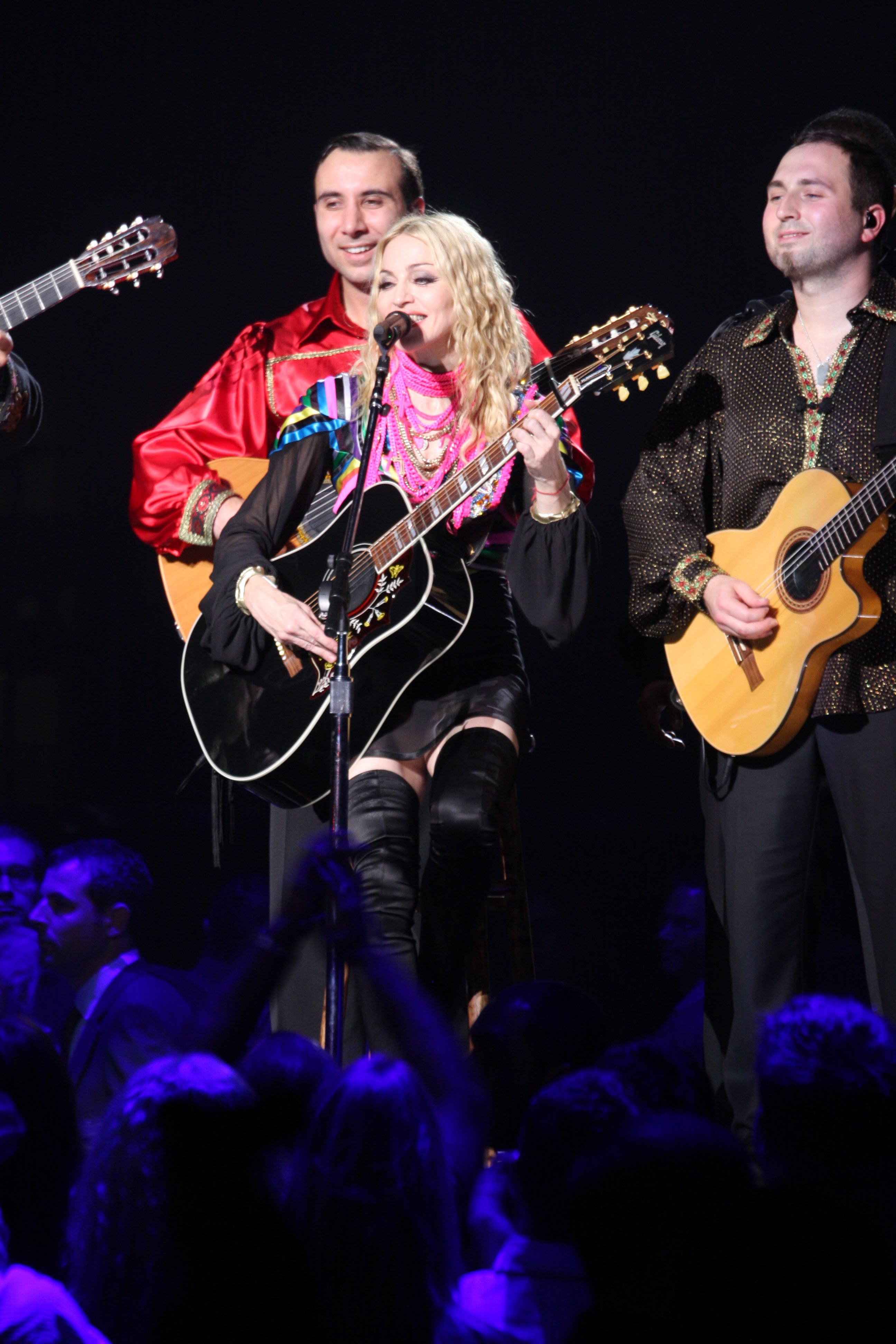
Durante uno de sus shows en Nueva York, Madonna dedicó la interpretación de "You Must Love Me" a su hija Lourdes, quien cumplía años ese día.

## Incidentes en Marsella

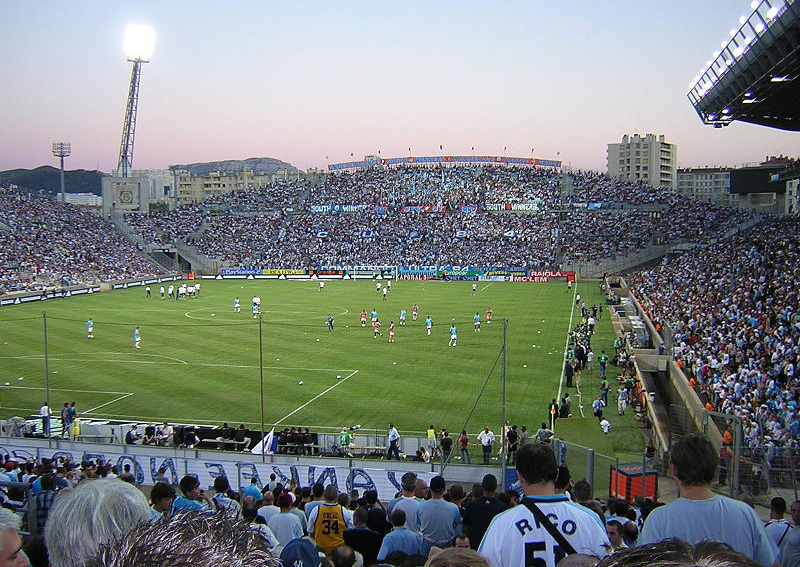
El accidente ocurrido en el Stade Vélodrome en Marsella, ocasionó la muerte de uno de los encargados de montar el escenario, dejando, además otros dos empleados heridos. Debido a esto el concierto fue cancelado.